# Repositorio institucional
Un repositorio institucional (RI) es un archivo en línea donde se depositan, en formato digital, materiales derivados de la producción científica o académica de una institución. Los repositorios institucionales se han convertido en la principal forma de publicar, preservar y difundir la información digital de las organizaciones, soportados en su mayoría por software libre. Entre los contenidos de los repositorios institucionales podemos encontrar: tesis doctorales, artículos de carácter científico, ponencias o comunicaciones a congresos, revistas electrónicas editadas por la institución, materiales docentes, etc… cualquiera que sea su tipología, a través de la creación de una colección digital organizada, abierta e interoperable a través del protocolo OAI-PMH, para garantizar un aumento de la visibilidad e impacto de la misma. Al igual que las bibliotecas digitales, los repositorios institucionales, además de su misión de difundir y preservar los documentos de una institución, deben orientarse a satisfacer las necesidades de información de sus usuarios.

## Tipos de repositorios
El criterio más usado para distinguir los repositorios toma en consideración el objetivo principal por el cual se han creado.Por tal motivo se distinguen los siguientes:
- Institucionales: contiene la producción de los miembros de una institución, ya sea una universidad o un centro de investigación. Tienen carácter multidisciplinar.
- Temáticos: su contenido está especializado en un determinado ámbito científico. Pueden ser creados por instituciones académicas, organismos públicos u organismos sin ánimo de lucro.
- Huérfanos: se agregan contenidos que no tienen un repositorio temático o institucional.[4]

## Definiciones[5]
“Un sistema de comunicación académica futura que incorpore de forma nativa la capacidad de grabar y exponer esa dinámica, las relaciones y las interacciones en la propia infraestructura de comunicación académica. El registro de este cuerpo de información es sinónimo de registrar la evolución de la academia en una granularidad fina. Esto permitirá rastrear el origen de las ideas específicas hasta sus raíces, analizando las tendencias en un momento específico en el tiempo y proyectando las futuras líneas de investigación”.
(Van de Sompel et al., 2004)

Los RI se han convertido en la principal forma de publicar, preservar y difundir la información digital de las instituciones, gracias a la conjunción del acceso abierto, del software libre y de los estándares abiertos aplicados en este dominio. También señalan que eso se añade al desarrollo de las revistas y publicaciones electrónicas de calidad, que permite a las comunidades investigadoras estar actualizadas y comunicar los avances obtenidos.
(Jesús Tramullas Saz & Garrido Picazo, 2006)

La Universidad Autónoma de Madrid (Flores Cuesta & Sánchez Tarragó, 2007) define a un RI como un conjunto de servicios web centralizados, creados para organizar, gestionar, preservar y ofrecer acceso libre a la producción científica, académica o de cualquier otra naturaleza cultural, en soporte digital, generada por los miembros de una institución.

## Ventajas de los repositorios institucionales
El carácter multidisciplinar de los repositorios institucionales no sólo ofrecen beneficios para la institución creadora del mismo, además obtienen ciertas ventajas inaccesibles de otra manera tanto en el ámbito de la docencia (profesorado y estudiantes) como para autores en el desarrollo de investigaciones. Entre las ventajas para los investigadores se pueden mencionar: mayor rapidez en la publicación, mayor visibilidad, aumento de las citaciones y en consecuencia mayor impacto, centralización de la producción en un solo lugar, preservación a largo plazo. Para las instituciones las ventajas son: mayor visibilidad y prestigio, registro permanente de la actividad académica e investigadora, herramienta de marketing.

### Ámbito institucional
- Indicador de la calidad y cantidad de la documentación producida del centro propietario.
- Capacidad administrativa y de gestión la documentación digital de la organización.
- Aumento del impacto de la producción científica de la institución, con los beneficios que ello implica.
- Posibilita el libre acceso al conocimiento científico y los resultados de las investigaciones por parte del centro.

### Ámbito docente
- Conservación y preservación de material docente.
- Útil fuente de información directa, para la actividad educativa.
- Amplio espectro de posibles beneficiarios potenciales, tales como; estudiantes, profesores e investigadores.

### En relación con los autores
- Posibilita la difusión de las investigaciones realizadas y el aumento de su visibilidad.
- Favorece las redes de trabajo globales y colaborativas.
- Disminuye las barreras de acceso al trabajo colaborativo.
- Mejora la visibilidad profesional del autor.
- Incremento del impacto de los artículos a través del libre acceso.
- Incremento de los porcentajes de citación.

## Movimiento Open Access

Open Access PLoS

En el marco del movimiento Open Access, los repositorios institucionales representan una imprescindible fuente de información y contenidos; promoviendo el acceso libre y sin restricciones a los trabajos publicados por la comunidad científica. Para ello cuentan con la Ruta verde (autoarchivo de artículos en repositorios) o la Ruta dorada (publicación en revistas de acceso abierto). De esta forma, los artículos de investigación publicados en los repositorios institucionales alcanzan un impacto internacional mayor que al ser publicados en una revista convencional y sortean en cierta forma el muro que representa el acceso a ciertas revistas de reconocimiento internacional, debido a razones políticas o económicas en muchos aspectos. Podemos deducir, que los investigadores científicos tienen una vía, para ganar reconocimiento, alternativa a la de publicar en las revistas más prestigiosas.

## Objetivos de los repositorios institucionales
1. Maximizar la visibilidad y el impacto de la producción científica y académica en el contexto internacional a través del Open Access.
2. Retroalimentación de las futuras investigaciones como punto de partida.
3. Dar soporte a las publicaciones de una institución determinada.
4. Facilitar el acceso de la comunidad científica internacional a los resultados de investigaciones realizadas por otros miembros.
5. Contribuir a la preservación de los documentos digitales allí depositados.

## Funcionalidades técnicas
- Administrar los derechos de la propiedad intelectual.
- Utilización de programas en cuanto a gestión de usuarios.
- Ofrecer soporte técnico al flujo de trabajo de recepción/autoarchivo, revisión y publicación.
- Controles cuantitativos de acceso y uso.
- Ofrecer soporte a las posibles vías de difusión.
- Esquemas de metadatos estables.
- Definición y mantenimiento de esquemas de clasificación.

## Proceso de diseño y gestión de los repositorios institucionales
1. Escoger el software, incluyendo soluciones de Open Source compatibles con protocolos internacionales.
2. Adquirir los contenidos y fijar los mecanismos de control de calidad.
3. Administrar los derechos de propiedad intelectual.
4. Adoptar un estándar de metadatos e incorporar otras metodologías que den visibilidad a los contenidos.
5. Adquirir un compromiso de gestión de un archivo sostenible.

## Servicios de un repositorio institucional
- Servicio administrativo: ciclo de vida de documentos, revisión de artículos enviados, revisión-agregación de metadatos.
- Servicio de metadatos: soporte para la creación de metadatos asegurar que los metadatos estén disponibles para el motor de búsqueda y recolector.
- Servicio de resolución de nombre de los archivos: asegurar la permanencia de los nombres de los objetos digitales. Motor de búsqueda soporte de búsqueda localmente y a través de otros repositorios Preservación y migración de archivos y metadatos a formatos estandarizados y nuevas plataformas.[7]

## Software para repositorios
Tal y como figuran en OpenDOAR (pertenece a la Universidad de Nottingham), los datos de las plataformas de RI más representativas son DSpace, seguido de EPrints y Digital Commons; las cuales utilizan plataformas de código abierto.
- DSpace
- E-Prints
- Fedora Commons
- Invenio
- MyCoRe
- Opus

## Ejemplos de repositorios

### En España
- E-LIS Eprints in Library and Information Science. Archivo abierto de carácter internacional especializado en Biblioteconomía, Documentación y disciplinas relacionadas. Su nacimiento se sitúa en 2003, como proyecto financiado por el Ministerio de Cultura, en la Universidad Politécnica de Valencia. Actualmente está alojado en máquinas del Consorzio Interuniversitario Lombardo per Elaborazione Automatica (CILEA) en Italia.
- E-PrintsUCM. Se trata del repositorio institucional de la Universidad Complutense de Madrid. Se trata de uno de los archivos institucionales más antiguos de nuestro país ya que data de 2003. Entre los objetivos del archivo están el incrementar el acceso y la difusión de la investigación desarrollada en la universidad, así como permitir una mayor visibilidad e impacto de la investigación publicada.Actualmente almacena más de 4100 documentos de los que la mayor parte son tesis depositadas por la Biblioteca. El software sobre el que está implementado es e-prints, igual que en el caso anterior.
- TDX: Tesis Doctorals en Xarxa. TDR (Tesis Doctorales en Red) es un repositorio cooperativo que contiene, en formato digital, las tesis doctorales leídas en las universidades de Cataluña y de otras comunidades autónomas. Es el repositorio con más tradición de nuestro país pues el proyecto nació a partir de un convenio firmado en 1999. Permite la consulta remota del texto completo de las tesis, así como realizar búsquedas por autor, director, título, tema de la tesis, universidad y departamento donde se ha leído, año de defensa, etc.[9]

### En México
- RI-UNAM (Repositorio Institucional de la UNAM). Se trata del repositorio institucional de la Universidad Nacional Autónoma de México.

### En Colombia
- Repositorio Institucional UNAL (Repositorio Institucional Universidad Nacional de Colombia). Repositorio con producción académica y científica de la Universidad Nacional de Colombia. Contiene tesis y disertaciones de maestría y doctorado, libros, artículos de revista, datos de investigación, etc.